# إلين ويلسون
إلين ويلسون (بالإنجليزية: Ellen Wilson) ولدت في ( 15 مايو 1860م - وتوفيت في 6 أغسطس 1914م )، زوجة رئيس الولايات المتحدة الثامن والعشرين وودرو ويلسون، والسيدة أولى للولايات المتحدة الأمريكية من 1913 حتى 1914.